# Jean-Joseph Hirth
Jean-Joseph Hirth, né le 26 mars 1854 à Spechbach-le-Bas et mort le 6 janvier 1931 à Kabgayi (actuel Rwanda), est un Père blanc français d'origine alsacienne de la Société des missionnaires d'Afrique qui est le fondateur de l'Église catholique au Rwanda et de la congrégation des Filles de la Vierge.

## Biographie

### Premières années

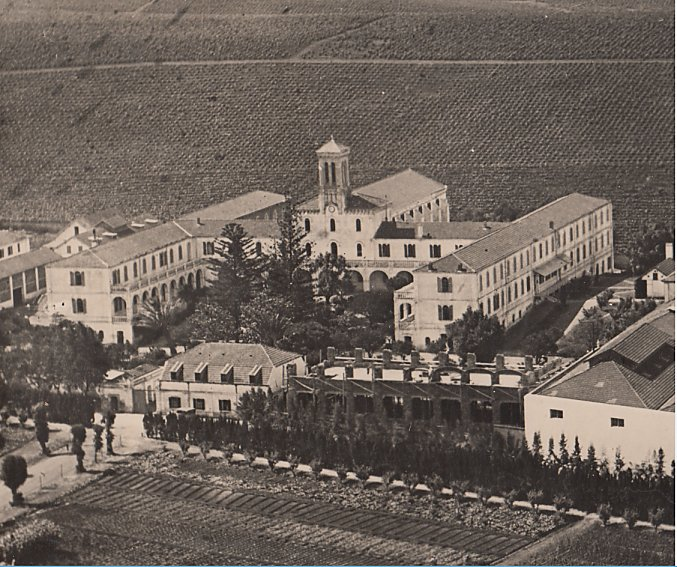
Maison-Carrée, maison-mère des Pères blancs.

Jean-Joseph Hirth naît à Spechbach-le-Bas, à côté d'Altkirch en Alsace, dans la famille d'un instituteur. Il parle donc couramment l'allemand et le français. Après l'école primaire, il fréquente l'école secondaire à Altkirch: le petit séminaire de Lachapelle-sous-Rougemont et celui de Zillisheim et ensuite le collège de Luxeuil-les-Bains. Après l'annexion de l'Alsace-Lorraine par l'Empire allemand, Jean-Joseph Hirth choisit la nationalité française. Il entre au séminaire de Nancy  où il étudie la théologie de 1873 à 1875. Il est ensuite admis comme novice à la Société des missionnaires d'Afrique (les fameux Pères blancs) récemment fondée par Mgr Lavigerie. Il étudie notamment auprès du Père Livinhac (1846-1922), futur apôtre de l'Ouganda, qui vient juste d'être nommé recteur du scholasticat. Il complète sa formation religieuse et sacerdotale ensuite à Maison-Carrée, en Algérie, où se trouve le principal établissement des Pères blancs pour leurs novices. Il y prononce ses vœux le 12 octobre 1876 et il est ordonné prêtre le 15 septembre 1878. En 1882, Jean-Joseph Hirth est envoyé à Jérusalem diriger l'école apostolique (petit séminaire) que la Société vient d'ouvrir à Sainte-Anne pour les garçons arabophones de rite grec-melkite. Quatre ans après, Jean-Joseph Hirth retourne à Alger pour devenir directeur du petit séminaire de Saint-Eugène, succédant à Adolphe Lechaptois.

### Victoria Nyanza
Jean-Joseph Hirth ne demeure qu'un an à Alger, car il est nommé en 1887 pour l'actuel Ouganda où il arrive en octobre au Bukumbi au sud du lac Victoria. Mgr Livinhac est alors vicaire apostolique de Victoria-Nyanza et il le nomme supérieur en lui demandant d'ouvrir une école de catéchistes et un petit séminaire. Le Père Hirth demeure à la mission de Kamoga et dirige en même temps un orphelinat d'anciens esclaves rachetés et instruits par les Pères, dont les plus intelligents forment le noyau du petit séminaire. En 1890, Mgr Livinhac apprend qu'il est nommé supérieur de la Société des Pères blancs et consacre donc Jean-Joseph Hirth comme son successeur au vicariat apostolique et évêque titulaire de Theveste (de), le 25 mai 1890.
Le vicariat apostolique du Victoria Nyanza est alors un immense territoire de mission qui comprend des parties de l'Ouganda actuel, le Rwanda et le Burundi actuels, ainsi que le nord de la Tanzanie moderne. L'objectif prioritaire de Mgr Hirth est d'évangéliser le pays Buddu au sein du Buganda et de rayonner ensuite. Il déploie donc une intense activité de bâtisseur, tout en visitant, notamment avec le Père Achte, les points les plus reculés de son vicariat en proie aux tensions coloniales entre l'Empire britannique et l'Afrique orientale allemande. Une guerre tribale éclate dans le Buganda en janvier 1892 à l'issue de laquelle le camp catholique est complètement vaincu. Elle oppose d'un côté des tribus évangélisées par les missionnaires français et de l'autre celles évangélisées par les Anglais avec à leur tête le capitaine Frederick Lugard et une poignée de soldats soudanais. Ces derniers étant armés d'une mitrailleuse Maxim, la victoire est rapidement du côté anglais. Mgr Hirth est chassé par les autorités coloniales anglaises et se rend donc du côté du lac Victoria sous administration allemande.
Il est marqué par cette expérience douloureuse et désormais ménage à la fois les autorités coloniales et les autorités tribales traditionnelles en demandant leurs autorisations aux unes et aux autres pour se lancer dans de nouvelles missions. Il part donc s'installer en territoire Bukoba (régions de Kiziba et Bugabo) avec une cinquantaine de Bagandas convertis. Ils fondent une mission à Marienberg (aujourd'hui Kashozi) en décembre 1892, dans ce qui est aujourd'hui l'extrême nord de la Tanzanie.
En 1894, le vicariat est partagé entre le vicariat apostolique du Victoria Nyanza méridional, au sud et à l'ouest du lac Victoria - plus une portion orientale appelée le Haut-Nil donnée aux missionnaires de Mill Hill - et le vicariat apostolique du Victoria Nyanza septentrional couvrant le sud et l'ouest de l'Ouganda actuel. Mgr Hirth est nommé le 13 juillet 1894 à la tête du Victoria Nyanza méridional et installe le siège épiscopal à Marienberg. Il consacre évêque le 15 août 1897 Mgr Henri Streicher, nommé vicaire apostolique du Victoria Nyanza septentrional.
Mgr Hirth s'installe en 1904 au bord du lac à Rubyia (en) où il ouvre un séminaire qui va former les premiers prêtres indigènes du Bukoba et du Ruanda. En 1906, il a déjà ouvert cinq missions dans les terres Bukoba et trois dans les terres Mwanza. Lorsque le Hollandais Joseph Sweens arrive en avril 1910 pour devenir son coadjuteur, Mgr Hirth retourne à Kashozi, laissant Mgr Sweens diriger le séminaire de Rubyia dont il fera sa résidence, jusqu'à sa mort survenue en 1950. En 1905 par exemple, cinquante-trois élèves répartis en trois cours se trouvent au petit séminaire de Rubyia où les études durent six ans puis sept ans. Il y apprennent évidemment le latin qui occupe une place prépondérante (essentiel pour l'enseignement de la philosophie et de la théologie ensuite) et l'allemand (langue courante d'enseignement avant que l'anglais ne prenne sa place après la Première Guerre mondiale), le swahili (supprimé en 1907 au profit de l'allemand), l'histoire et la géographie, l'arithmétique et la calligraphie, le chant et le solfège (avec de l'harmonium pour les plus doués). Le grand séminaire, huit ans d'enseignement, ouvre quant à lui en 1909 avec les premiers candidats au sacerdoce. Les premières ordinations ont lieu le 15 août 1917.
Selon la Catholic Encyclopedia, le vicariat apostolique comprend en 1912 deux millions et demi de païens, sept mille catholiques, douze mille catéchumènes, trente Pères blancs, vingt-trois frères coadjuteurs des Missionnaires d'Afrique et six religieuses des Sœurs missionnaires de Notre-Dame d'Afrique. Il y a quinze stations de mission et une vingtaine d'églises ou de chapelles.

### Kivu
La troupe de protection de l'Afrique orientale de l'Empire allemand s'installe dans l'actuel Rwanda en 1897, après qu'il eut été ouvert à l'influence européenne par une caravane du comte von Götzen en 1894. Mgr Hirth s'y rend en 1899 et obtient d'abord du roi Yuhi (favorable aux Allemands qui consolident son pouvoir sur les chefs tribaux) l'accord d'ouvrir des missions à Save, Zaza et Nyundo, entre 1900 et 1901. Le vicariat apostolique du Kivu est érigé en 1912 à partir de territoires du Vitoria Nyanza méridional, avec Mgr Hirth à sa tête. Il regroupe les royaumes du Ruanda et du Burundi (ce dernier détaché en 1922) dirigés par les Tutsis. D'abord rétifs à la conversion, les Tutsis laissent les premiers convertis parmi les Hutus, mais à partir de 1907, la situation change et ils envoient leurs enfants dans les écoles des missionnaires. La mission rayonne à partir de Kabgayi où s'installe définitivement Mgr Hirth - devenu presque aveugle - en 1921 (date de sa retraite), jusqu'à sa mort et où il s'occupe du grand séminaire. Quant au petit séminaire Saint-Léon de Kabgayi, il ouvre en 1913 avec un noyau d'élèves venus de Rubyia. La formation est de six ans avec un apprentissage prépondérant du latin, l'enseignement de l'arithmétique, l'algèbre et la géométrie, de l'histoire et de la géographie, du français (à partir de 1917 prenant la place de l'allemand), du swahili et du chant. Les prières des psaumes sont faites trois jours par semaine en latin et trois jours par semaine en français. En 1912, Mgr Hirth a déjà ouvert en seulement quelques années dix postes de mission avec huit mille cinq cents baptisés. En 1921, ils sont trente mille. Le vicariat du Kivu laisse la place en 1922 à deux territoires: le vicariat du Ruanda avec Mgr Léon-Paul Classe à sa tête, et le vicariat du Burundi.
Les Belges victorieux des Allemands s'installent dans la région à partir d'avril-mai 1916.
Mgr Hirth meurt à Kabgayi en 1931 à l'âge de soixante-seize ans.

## Succession apostolique
Jean-Joseph Hirth a ordonné les évêques suivants :
- Archevêque Henri Streicher, M. Afr. (1897)
- Évêque François Gerboin, M. Afr. (1897)

## Hommage
Hirthia, un genre d'escargots d'Afrique centrale, est nommé en son honneur par le zoologiste français César Marie Félix Ancey, en 1898.